# 美川村 (島根県)
美川村（みかわむら）は、島根県那賀郡にあった村。現在の浜田市の一部にあたる。

## 地理
- 河川：周布川[1]、髻谷川[1]、内田川[2]、牛谷川[3]、鍋石川[4]
- 山岳：漁山[4]、米ケ辻山[5]

## 歴史
- 1935年（昭和10年）2月11日 - 那賀郡大内村と漁山村が合併し美川村が新設された[6][7]。
- 1940年（昭和15年）11月3日 - 那賀郡浜田町、石見村、長浜村、周布村と合併して市制施行し浜田市を新設して廃止された[6][7]。